# Pálmajor, Somogy
Pálmajor  este un sat în districtul Kaposvár, județul Somogy, Ungaria, având o populație de 363 de locuitori (2011). 

## Demografie
Componența etnică a satului Pálmajor
     Maghiari (52,11%)
     Romi (47,89%)
Componența confesională a satului Pálmajor
     Romano-catolici (87,05%)
     Fără religie (7,44%)
     Necunoscută (5,51%)
Conform recensământului din 2011, satul Pálmajor avea 363 de locuitori. Din punct de vedere etnic, majoritatea locuitorilor (52,11%) erau maghiari, cu o minoritate de romi (47,89%).  Din punct de vedere confesional, majoritatea locuitorilor (87,05%) erau romano-catolici, cu o minoritate de persoane fără religie (7,44%). Pentru 5,51% din locuitori nu este cunoscută apartenența confesională.